# Bastardo: The Mixtape
Bastardo es el primer mixtape como solista del exintegrante del dúo Erre XI Gerry Capo. El álbum fue lanzado mediante la internet como un mixtape bajo el sello discográfico El Cartel Records del artista Daddy Yankee. El álbum consiste en una recopilación de varios temas antiguos y algunos nuevos. En el disco aparecen Romeo Santos, Héctor el Father, Pinto Picasso, Musicologo & Menes, Eloy, Franco El Gorila y su excompañero de dúo
Erre Effe. Lamentablemente tras varios problemas con su ex disquera Mas Flow Music no se le pudo hacer promoción y luego de esto se acabó el contrato con Daddy Yankee.

## Lista De Canciones
1. «Todo cambió»
2. «Cuando éramos niños»
3. «Durmiendo relajada» (con Erre Effe)
4. «Me tienen miedo» (con Romeo Santos)
5. «14 de febrero» (con Héctor el Father y Erre Effe)
6. «Para mí» (con Pinto Picasso)
7. «Al desnudo» (con Arcángel, Franco El Gorilla & Erre Effe)
8. «Me siento solo»
9. «Carita bonita»
10. «Lágrimas» (con Eloy)
11. «La carta» (con Erre Effe)
12. «Lloraré» (con Erre Effe)
13. «Ella me amó»
14. «Te abrazaré»
15. «Alcanzaría las estrellas» (anticipo)
16. «Libres» (anticipo)

- Datos: Q10858401

1. ↑  https://elcartelrecordsofficial.wordpress.com/2010/01/10/guerry-capo-bastardo-the-mixtape-2010album-completo/